# Lollapalooza

logo Lollapalooza

Lollapalooza – jeden z największych amerykańskich „objazdowych” festiwali muzycznych. Pomysłodawcą i organizatorem jest Perry Farrell wokalista zespołów Jane’s Addiction i Porno for Pyros. Ideą festiwalu jest zaprezentowanie na jednej imprezie wykonawców odmiennych stylów muzycznych takich jak: rock alternatywny, indie rock, rap, punk rock i inne.
Pierwsza edycja festiwalu odbyła się w 1991. Do 1997 impreza odbywała się co roku. Po 5 latach przerwy festiwal został reaktywowany w 2003. W czasie tej edycji koncerty odbyły się w aż 30 miastach. W roku 2004 festiwal został odwołany z powodu słabej sprzedaży biletów. W lipcu 2005 odbyła się kolejna edycja, jednak w zmienionej formule. Zrezygnowano z koncertów w wielu miastach. Lollapalooza stała się dwudniowym festiwalem stacjonarnym, odbywającym się w Chicago.

## Zespoły uczestniczące w festiwalu

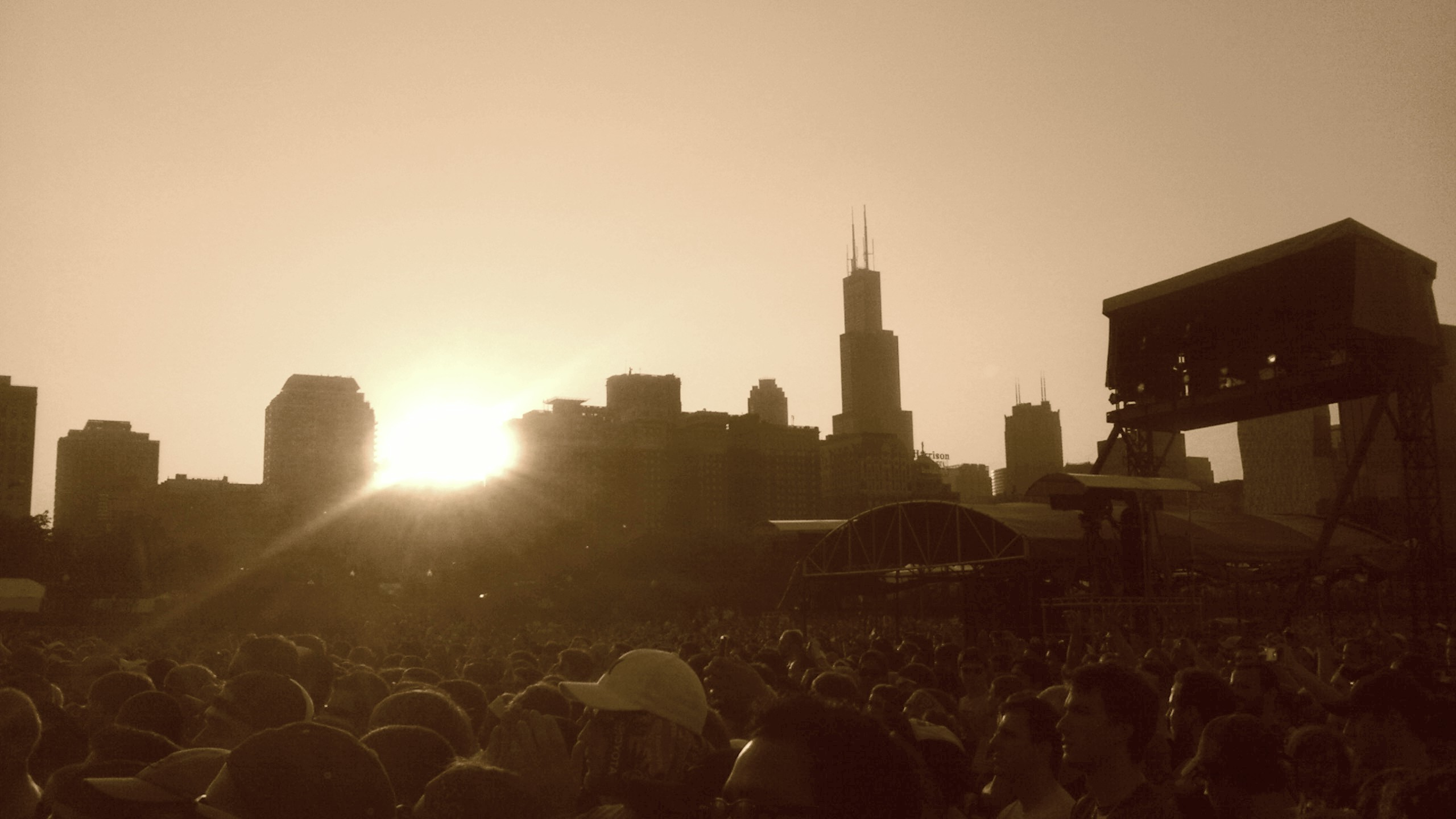
Lollapalooza 2011

### 1991

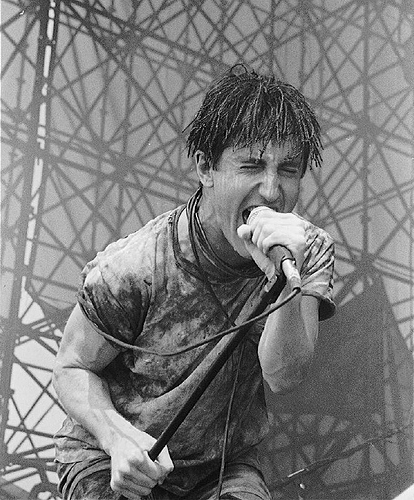
Trent Reznor lider Nine Inch Nails podczas Lollapaloozy 1991

- Scena główna: Jane’s Addiction, Siouxsie and the Banshees, Living Colour, Nine Inch Nails, Fishbone, Violent Femmes, Body Count (razem z Ice-T), Butthole Surfers, Rollins Band

### 1992
- Scena główna: Red Hot Chili Peppers, Ministry, Ice Cube, Soundgarden, The Jesus and Mary Chain, Pearl Jam, Lush, Temple of the Dog
- Scena boczna: Jim Rose Circus, Sharkbait, Archie Bell, Porno for Pyros, Cypress Hill, Stone Temple Pilots, Rage Against the Machine

### 1993
- Scena główna: Primus, Arrested Development, Alice in Chains, Dinosaur Jr., Fishbone, Rage Against the Machine, Tool, Babes in Toyland, Front 242
- Scena boczna: Sebadoh, Cell, Mutabaruka, Luscious Jackson, Mosquito, Mercury Rev

### 1994
- Scena główna: Smashing Pumpkins, Beastie Boys, Green Day, A Tribe Called Quest, The Breeders, L7, Nick Cave and the Bad Seeds, Boredoms
- Scena boczna: Stereolab, Charlie Hunter Trio, Shonen Knife, Lambchop, Guided By Voices, The Flaming Lips, The Verve, Boo Radleys, Cypress Hill, Black Crowes, Luscious Jackson

### 1995
- Scena główna: Hole, Pavement, Sonic Youth, Moby, Beck, Superchunk, The Mighty Mighty Bosstones, Jesus Lizard, Sinéad O’Connor, Elastica
- Scena boczna: Yo La Tengo, Patti Smith, Coolio, Brainiac, Redman, The Roots, Built to Spill

### 1996
- Scena główna: Waylon Jennings, Rage Against the Machine, Violent Femmes, Cheap Trick, Soundgarden, Metallica, Cocteau Twins, Wu Tang Clan, Devo, The Tea Party, Steve Earle, Rancid, Screaming Trees, Ramones, Shaolin Monks, Psychotica
- Scena boczna: Ben Folds Five, Cornershop, Soul Coughing, You Am I, Melvins, Fireside
- Indie Stage: The Cows, Crumb

### 1997
- Scena główna: Devo, Orbital, The Prodigy, The Orb, Tricky, Snoop Doggy Dogg, Tool, KoRn, Julian and Damian Marley and the Uprising Band, James, Failure
- Scena boczna: Eels, Porno for Pyros

### 2003
- Scena główna: Jane’s Addiction, Queens of the Stone Age, Jurassic 5, The Donnas, Audioslave, Incubus, Cold, A Perfect Circle, The Distillers
- Scena boczna: Steve-O, Burning Brides, Cave In, Kings Of Leon, Hierosonic, 30 Seconds To Mars, The Music, Mooney Suzuki, Fingertight, MC Supernatural, Boysetsfire, Billy Talent, Campfire Girls

### 2004 (odwołany)
Lista zespołów, które miały zagrać w tej edycji festiwalu:
Morrissey, PJ Harvey, Sonic Youth, The Killers, The Flaming Lips, The Von Bondies, String Cheese Incident, Modest Mouse, Le Tigre, Gomez, Black Rebel Motorcycle Club, DJ Danger Mouse, Polyphonic Spree, Broken Social Scene, The Datsuns, Bumblebeez 81, The Secret Machines, The Thrills, Sound Tribe Sector 9, Elbow, Wheat, The Coup.

### 2005
Data: 23 – 24 lipca 2005

Miejsce: Grant Park, Chicago
- SBC West Stage: Weezer, Primus, Cake, Liz Phair, M83, Widespread Panic, Drive-By Truckers, Dinosaur Jr., The Ponys.
- SBC East Stage: Pixies, Billy Idol, Dashboard Confessional, …And You Will Know Us by the Trail of Dead, The (International) Noise Conspiracy, The Killers, The Arcade Fire, The Satellite Party, Kasabian, OK Go.
- Budweiser Select Stage: Digable Planets, The Black Keys, The Bravery, Kaiser Chiefs, The Warlocks, Death Cab for Cutie, Spoon, Brayndead Freakshow, Ben Kweller, Louis XIV, Saul Williams.
- Parkways Stage: The Walkmen, Blonde Redhead, Brian Jonestown Massacre, Ambulance LTD, The Redwalls, The Dandy Warhols, G Love & Special Sauce, Tegan and Sara, Blue Merle, The Changes.
- Planet Stage: Mark Farina, Z-Trip, B-Boy Breakdown Royale, Mash Up Circus, DJ Muggs, VHS or Beta, The Dead 60's, Hard-Fi, Derrick Carter, Sound Tribe Sector 9, Soulive, Los Amigos Invisibles, DeSol, Cathedrals.
- Kidapalooza: Gwendolyn & the Good Time Gang, Daddy a Go Go, The Candy Band, Peter Distefano and Perry Farrell, The Candy Band, Gwendolyn & the Good Time Gang, Saul Williams and Ladybug of Digable Planets, Daddy a Go Go, Ella Jenkins.

### 2006
Data: 4 – 6 sierpnia 2006

Miejsce: Grant Park, Chicago
- AT&T Stage: The Subways, Panic! at the Disco, Umphrey’s McGee, The Raconteurs, Ween, Living Things, Coheed and Cambria, Gnarls Barkley, Common, Kanye West, Sparta, Ben Kweller, Matisyahu, Queens of the Stone Age, Red Hot Chili Peppers
- Bud Light Stage: Blue October, Eels, Ryan Adams, My Morning Jacket, Death Cab for Cutie, Nada Surf, Built to Spill, Sonic Youth, The Flaming Lips, Manu Chao, The Redwalls, Nickel Creek, The Shins, Wilco
- adidas-Champ Stage: Deadboy & the Elephantmen, Aqualung, Stars, Iron & Wine, Sleater-Kinney, Matt Costa, Feist, Calexico, The Dresden Dolls, Thievery Corporation, Mucca Pazza, The Frames, Andrew Bird, Poi Dog Pondering, Blues Traveler
- Q101 Stage: Sound Team, Editors, Cursive, The Secret Machines, Violent Femmes, Tonedeff, Be Your Own Pet, The Go! Team, Wolfmother, Smoking Popes, The New Pornographers, Office, The Hold Steady, 30 Seconds to Mars, She Wants Revenge, Broken Social Scene
- Playstation Stage: Midlake, Anathallo, Ohmega Watts, Jeremy Enigk, Lady Sovereign, Sa-Ra, Sybris, Peeping Tom, Lyrics Born, Blackalicious, Trevor Hall, Burden Brothers, Hot Chip, Pepper, The Reverend Horton Heat
- AMD Stage: Mates of State, The Cankles, Ghostland Observatory, Husky Rescue, The M’s, Mute Math, Rainer Maria, Cold War Kids, Oh No! Oh My!, Particle, Disco Biscuits, What Made Milwaukee Famous, Manishevitz, Benevento/Russo Duo, The New Amsterdams, Of Montreal
- BMI Stage: Bon Mots, Cameron McGill and What Army, Makeshifte, Kelley Stoltz, Jon McLaughlin, Musical Outfits, St. James Inc., David Lanz, Elvis Perkins, Kill Hannah, Katie Todd Band, Catfish Haven, Manchester Orchestra, Moses Mayfield, Assassins, Deadsy
- Kidz Stage: ScribbleMonster, Kelly McQuinn and KidTribe, Candy Band, Alvin Ailev Dancing Workshop, Remo Drum Circle, Peter DiStefano, The Blisters, ScribbleMonster, Kelly Mcquinn and KidTribe, Candy Band, Alvin Ailev Dancing Workshop, Ella Jenkins featuring Asheba, Remo Drum Circle featuring Asheba, Justin Roberts, Distefano's Guitar Workshop, Chutzpah, Brickheadz, Remo Drum Circle, The Paul Green School of Rock Music, Kelly McQuinn and KidTribe, Peter DiStefano & Perry Farrell, Patti Smith, The Candy Band, Q Brothers and Chutzpah, Asheba, Remo Drum Circle

### 2007
Data: 3 – 5 sierpnia 2007

Miejsce: Grant Park, Chicago

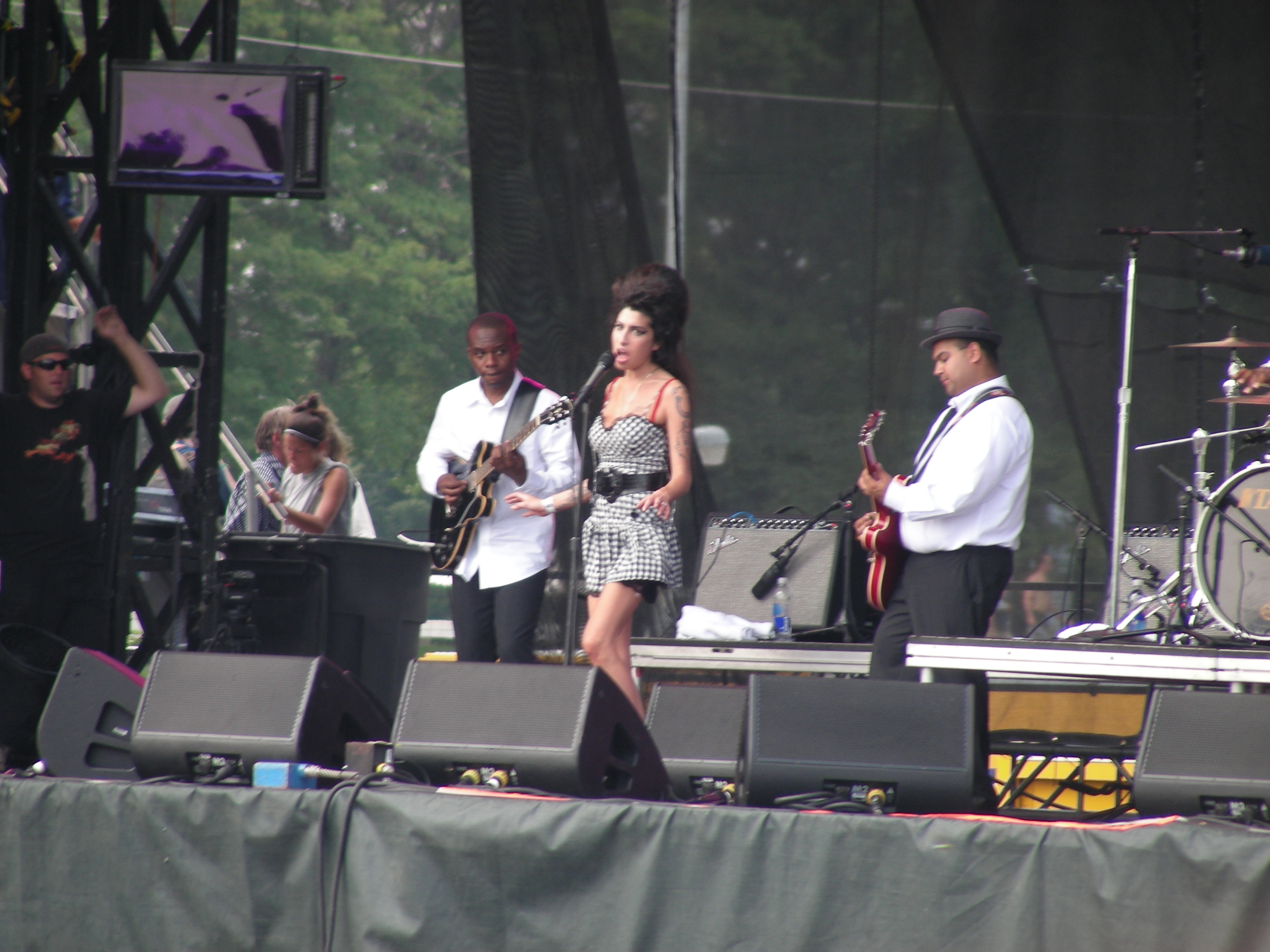
Amy Winehouse podczas Lollapaloozy 2007

- AT&T Stage: Ghostland Observatory, Jack’s Mannequin, moe., Satellite Party, Daft Punk, Tokyo Police Club, Silverchair, Clap Your Hands Say Yeah, Yeah Yeah Yeahs, Muse, Dax Riggs, Lupe Fiasco, Kings of Leon, My Morning Jacket, Pearl Jam
- Bud Light Stage: Soulive, The Polyphonic Spree, M.I.A., The Black Keys, Ben Harper & the Innocent Criminals, I’m From Barcelona, Stephen Marley, The Roots, Snow Patrol, Interpol, The Cribs, Amy Winehouse, Iggy & the Stooges, Modest Mouse
- adidas Stage: Elvis Perkins in Dearland, Son Volt, Sparklehorse, G. Love & Special Sauce, Femi Kuti & the Positive Force, Matt and Kim, Pete Yorn, Sound Tribe Sector 9, Regina Spektor, Patti Smith, Juliette and the Licks, Rodrigo y Gabriela, Paolo Nutini, Yo La Tengo, Café Tacuba
- MySpace Stage: The Fratellis, Ted Leo and the Pharmacists, Slightly Stoopid, Blonde Redhead, LCD Soundsystem, Shock Stars, Sherwood, Tapes 'n Tapes, Motion City Soundtrack, The Hold Steady, Spoon, White Rabbits, Heartless Bastards, Blue October, !!!, TV on the Radio
- Playstation Stage: Carey Ott, Colour Revolt, Charlie Musselwhite, Electric Six, The Rapture, High Class Elite, Ryan Shaw, Sam Roberts Band, Rhymefest, Roky Erickson & the Explosives, The Postmarks, Dios Malos, Los Campesinos!, Apostle of Hustle, The Wailers
- Citi Stage: Helicopters, Illinois, Chin Up Chin Up, Viva Voce, Against Me!, Silversun Pickups, Arckid, The Satin Peaches, Aqueduct, Cold War Kids, Cansei de Ser Sexy (z powodu kłopotów z dojazdem zastąpiony przez Matt and Kim), The 1900s, David Vandervelde, The Black Angels, Annuals, Peter Bjorn and John
- BMI Stage: The Switches, Tom Schraeder, Bang Bang Bang, Powerspace, Inward Eye, Wax on Radio, Dear and the Headlights, Ludo, Kevin Michael, Lady Gaga, Cage the Elephant, Back Door Slam, The Graduate, Mr. North, Smoosh, The Diffs, John Paul White, Bound Stems
- Kidz Stage: Rock for Kids Youth Jam Band, The Hipwaders, The Sippy Cups, Peter Himmelman, Paul Green's School of Rock Allstars, The Candy Band, The Blisters, The Sippy Cups, The Hipwaders, Patti Smith, Jim James, Q Brothers, Wee Hairy Beasties, Peter DiStefano & Perry Farrell, Paul Green's School of Rock Allstars with Perry Farrell, Ben Harper

### 2008
Data: 1 – 3 sierpnia 2008

Miejsce: Grant Park, Chicago
- AT&T Stage: Holy Fuck, Yeasayer, Gogol Bordello, Bloc Party, Radiohead, The Ting Tings, The Gutter Twins, Brand New, Lupe Fiasco, Rage Against the Machine, Kid Sister, Brazilian Girls, G. Love & Special Sauce, Gnarls Barkley, Kanye West
- Bud Light Stage: Black Lips, The Go! Team, The Black Keys, The Raconteurs, Does It Offend You, Yeah?, Dierks Bentley, Explosions in the Sky, Broken Social Scene, Wilco, White Lies, The John Butler Trio, Iron & Wine, Love and Rockets, Nine Inch Nails
- MySpace Stage: Bang Camaro, Rogue Wave, The Kills, Mates of State, Stephen Malkmus and the Jicks, The Melismatics, Margot & the Nuclear So and So's, Dr. Dog, MGMT, Jamie Lidell, Toadies, The Octopus Project, The Whigs, Chromeo, Blues Traveler, Mark Ronson
- Playstation 3 Stage: K’naan, Butch Walker, Duffy, Cat Power, De Novo Dahl, Mason Jennings, DeVotchKa, Okkervil River, Sharon Jones & The Dap-Kings, Office, Amadou & Mariam, Flogging Molly, The National
- Citi Stage: Sofia Talvik, Manchester Orchestra, The Enemy, Louis XIV, Free Sol, Grizzly Bear, Cansei de Ser Sexy, Witchcraft, Ferras, Foals, Booka Shade, Spank Rock, Battles, The Blakes, What Made Milwaukee Famous, Nicole Atkins & The Sea, Black Kids, Saul Williams, Girl Talk
- Perry’s Stage: Willy Joy, Zebo, Holy Fuck, James Curd, Million $ Mano, VHS or Beta, Dani Deahl, Devlin & Darko, Dash Mihok, Perry Farrell z udziałem (Slasha), Does It Offend You, Yeah?, DJ AM, DJ MomJeans, The Glamour, Smalltown DJs, E-Six & Roan, DJ Mel, Franki Chan, Flosstradamus
- BMI Stage: We Go to 11, Magic Wands, The Parlor Mob, Electric Touch, Black Joe Lewis & the Honeybears, Your Vegas, Cadence Weapon, The Cool Kids, Krista, The Postelles, Innerpartysystem, Steel Train, Serena Ryder, DJ Bald Eagle, Uffie, Ha Ha Tonka, Wild Sweet Orange, Tally Hall, Newton Faulkner, Eli „The Paperboy” Reed & The True Loves
- Kidz Stage: Suzy Brack and the New Jack Lords, The Paul Green School of Rock Music, The Dream Jam Band, The Terrible Twos, Jeff Tweedy, Rogue Wave, Tiny Masters of Today, The Dream Jam Band, The Jimmies, The Terrible Twos, Homemade Jamz Blues Band, Q Brothers, The John Butler Trio, The Jimmies, G. Love & Special Sauce, Peter DiStefano & Tor Hyams, Perry Farrell z udziałem (Slasha), The Paul Green School of Rock Music

### 2009
Data: 7 – 9 sierpnia 2009

Miejsce: Grant Park, Chicago
- Chicago 2016 Stage: Hey Champ, The Gaslight Anthem, Sound Tribe Sector 9, Thievery Corporation, Depeche Mode, Living Things, Atmosphere, Coheed and Cambria, Rise Against, Tool, Ra Ra Riot, The Airborne Toxic Event, Vampire Weekend, Snoop Dogg, The Killers
- Budweiser Stage: Manchester Orchestra, White Lies, Ben Folds, The Decemberists, Kings of Leon, Delta Spirit, Los Campesinos!, Arctic Monkeys, TV on the Radio, Yeah Yeah Yeahs, Friendly Fires, Kaiser Chiefs, Neko Case, Lou Reed, Jane’s Addiction
- Vitaminwater Stage: The Henry Clay People, Black Joe Lewis & the Honeybears, Heartless Bastards, Crystal Castles, of Montreal, The Low Anthem, Miike Snow, Gomez, Glasvegas, Animal Collective, Alberta Cross, Bat for Lashes, Dan Deacon, Cold War Kids, Silversun Pickups
- Playstation Stage: Hockey, Zap Mama, Bon Iver, Fleet Foxes, Andrew Bird, Ezra Furman and the Harpoons, Federico Aubele, Robert Earl Keen, Santigold, Ben Harper and Relentless7, Sam Roberts Band, Portugal. The Man, The Raveonettes, Dan Auerbach, Band of Horses
- Citi Stage: Other Lives, The Knux, Amazing Baby, The Virgins, Asher Roth, Peter Bjorn and John, thenewno2, Constantines, Ida Maria, Chairlift, No Age, Lykke Li, Carney, Back Door Slam, Cage the Elephant, Gang Gang Dance, Passion Pit, Deerhunter
- Perry’s Stage: DJ Pasha, Nick Catchdubs, DJ Mel, Dark Wave Disco, Hollywood Holt, The Bloody Beetroots, A-Trak, Simian Mobile Disco, Crookers, Kid Cudi, Punky Fresh, Moneypenny, Kaskade, Animal Collective, Prophit, Perry Farrell, Hercules and Love Affair, LA Riots, Diplo, Bassnectar, Yello Fever, Car Stereo (Wars), He Say, She Say, The Hood Internet, The Glitch Mob, Boys Noize, MSTRKRFT, Deadmau5
- BMI Stage: April Smith, Gringo Star, The Builders and the Butchers, Kevin Devine, Eric Church, Band of Skulls, Dirty Sweet, Langhorne Slim, Joe Pug, Blind Pilot, Mike’s Pawn Shop, Esser, The Greencards, Priscilla Renea, Kesha
- Kidz Stage: Yuto Miyazawa, The Paul Green School of Rock Music, Frances England, Secret Agent 23 Skidoo, Zach Gill, Lunch Money, Frances England, Quinn Sullivan, Secret Agent 23 Skidoo, Care Bears on Fire, Ralph’s World, Care Bears on Fire, Q Brothers, Peter DiStefano & Tor Hyams, Perry Farrell

### 2010
Data: 6 – 8 sierpnia 2010

Miejsce: Grant Park, Chicago

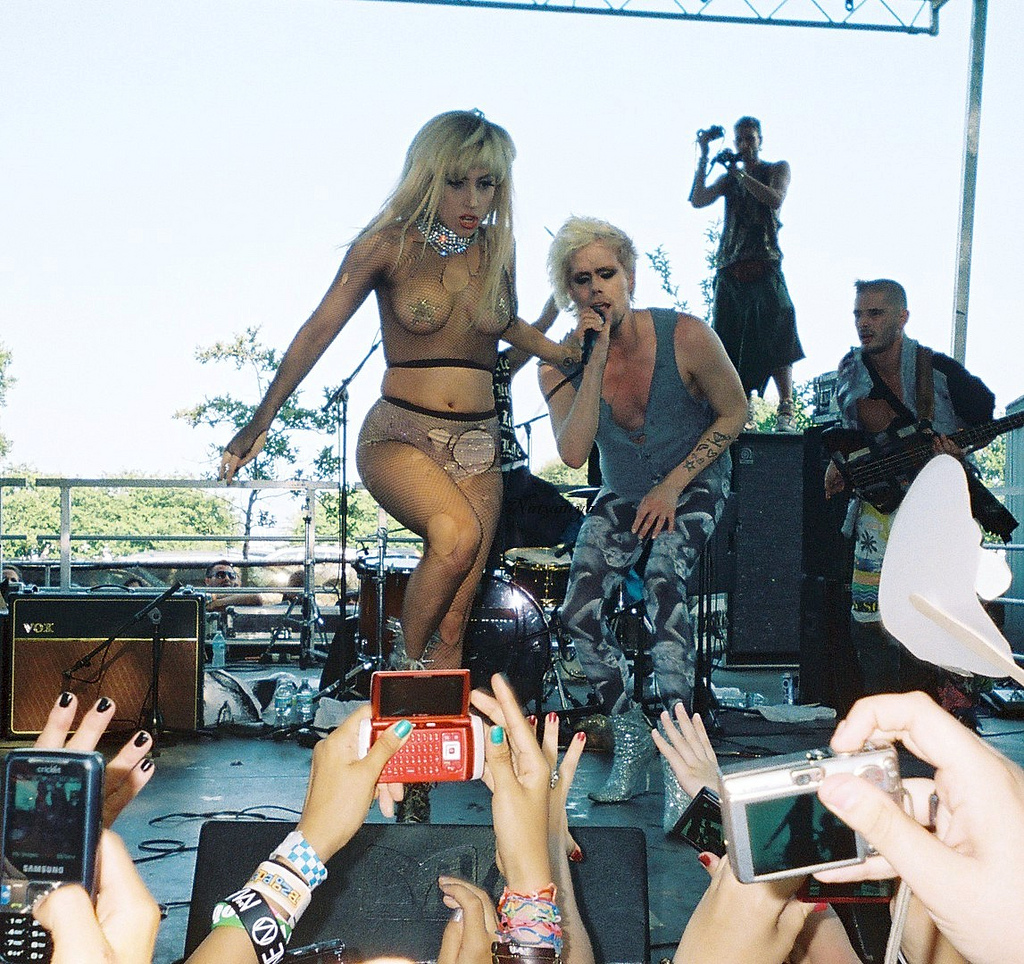
Lady Gaga i Semi Precious Weapons podczas Lollapaloozy 2010

- Parkways Foundation: Balkan Beat Box, Raphael Saadiq, Devo, Hot Chip, Lady Gaga, Rebelution, Blues Traveler, Gogol Bordello, Social Distortion, Green Day, Nneka, The Cribs, X Japan, Wolfmother, Soundgarden
- Budweiser Stage: Wavves, Mavis Staples, The New Pornographers, The Black Keys, The Strokes, The Soft Pack, Stars, Grizzly Bear, Spoon, Phoenix, The Antlers, Blitzen Trapper, Yeasayer, MGMT, Arcade Fire
- Playstation Stage: B.o.B, Los Amigos Invisibles, Drive-By Truckers, Dirty Projectors, Jimmy Cliff, The Kissaway Trail, Wild Beasts, The xx, Metric, Cut Copy, Miniature Tigers, The Dodos, Mumford & Sons, Mutemath, The National
- adidas Stage: Javelin, The Walkmen, The Big Pink, Matt & Kim, Chromeo, Mimicking Birds, Rogue Wave, Against Me!, AFI, Slightly Stoopid, Health, Switchfoot, Minus the Bear, Erykah Badu, Cypress Hill
- Sony bloggie: Foxy Shazam, The Constellations, American Bang, Cymbals Eat Guitars, Fuck Buttons, Jamie Lidell, The Morning Benders, Harlem, Warpaint, Dawes, Deer Tick, Edward Sharpe and the Magnetic Zeros, Frank Turner, Company of Thieves, The Ike Reilly Assassination, Hockey, Frightened Rabbit, The Temper Trap
- Perry’s Stage: LDJS Remix, BBU, Ancient Astronauts, Ana Sia, Peanut Butter Wolf, Kidz in the Hall, J. Cole, Caspa, Erol Alkan, Tiga, 2ManyDJs, Lance Herbstrong, Only Children, Vonnegutt, FreeSol, Beats Antique, Wolfgang Gartner, Stephen Porter, Joachim Garraud, PerryEtty vs. Chris Cox, Kaskade, Rusko, DJ Mel, Empire of the Sun, Dani Deahl, Team Bayside High, Felix Cartal, Didi Gutman, NERVO, Chiddy Bang, Mexican Institute of Sound, Dirty South, Flosstradamus, Felix da Housecat, Digitalism, The Unknown Facez
- BMI Stage: These United States, The Ettes, Jukebox the Ghost, My Dear Disco, Semi Precious Weapons, Neon Trees, MyNameIsJohnMichael, Skybox, Dragonette, Dan Black, Royal Bangs, Son of a Bad Man, Neon Hitch, The Band of Heathens, Freelance Whales, Violent Soho
- Kidzapalooza Stage: The Happiness Club, School of Rock, The Candy Band, Tim and the Space Cadets, Rocknoceros, Ed Kowalczyk, Recess Monkey, The Verve Pipe, Dan Zanes and the Chicago Youth Symphony Orchestra, JP. Chrissie & the Fairground Boys, Q Brothers, Peter DiStefano & Tor, Thenewno2, Perry Farrell